# Ålands polismyndighet

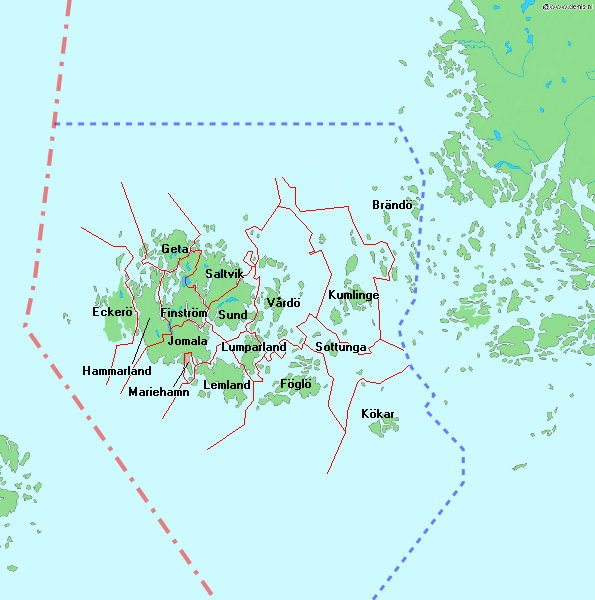
Polisen på Åland verkar i Ålands 16 kommuner och har sitt högkvarter i Mariehamn.

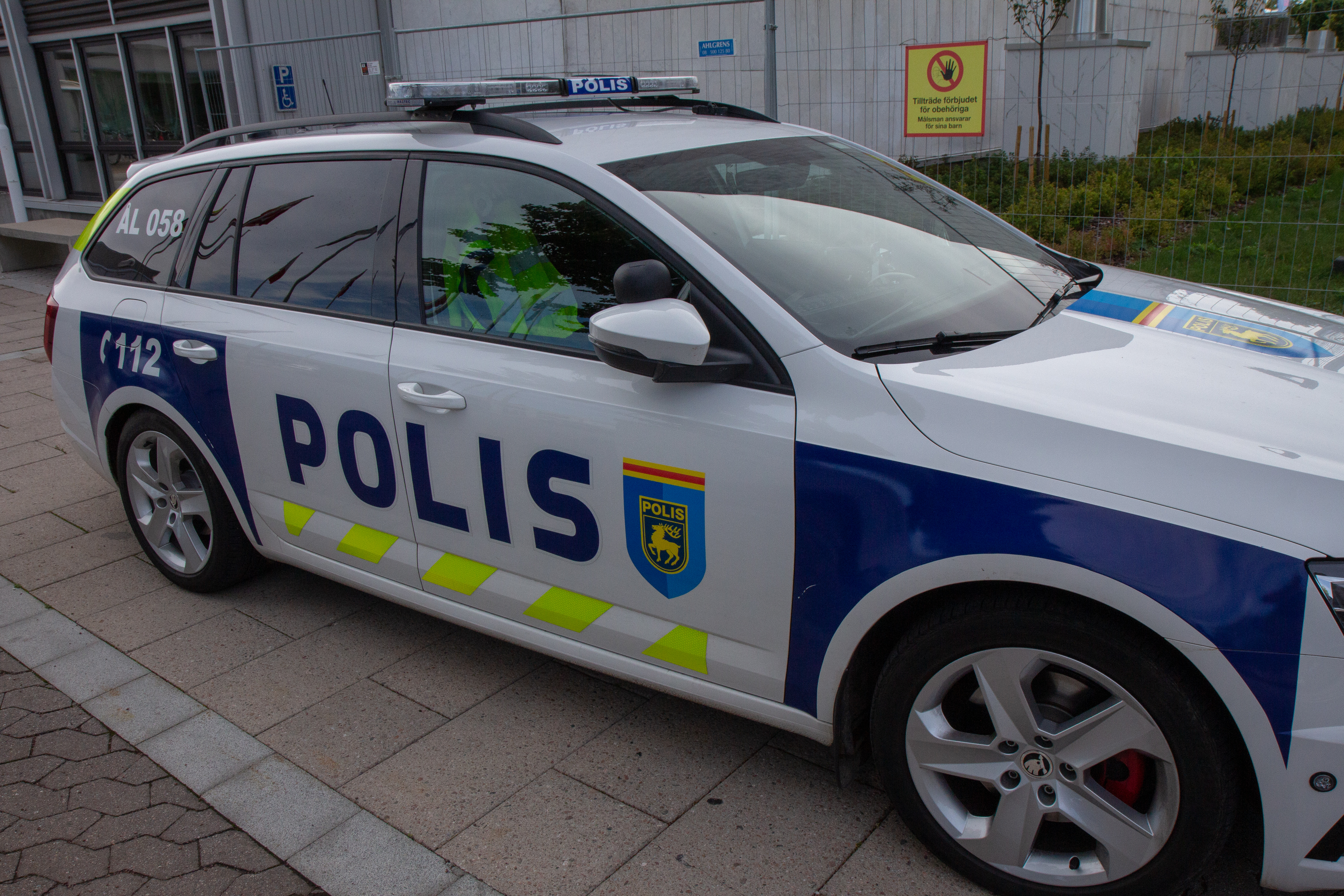
Åländsk polisbil med landskapsvapnet och registreringskod som börjar med "ÅL".

Ålands polismyndighet är en självständig polismyndighet på Åland. Den lyder under Ålands landskapsregering och hör till kansliministerns ansvarsområde. I enlighet med självstyrelselagen är myndigheten oberoende av Polisen i Finland.
Riksomfattande polisenheter i Finland – såsom Centralkriminalpolisen och Skyddspolisen – representeras på Åland av Centralkriminalpolisens lokala enhet, som är en del av Statens ämbetsverk på Åland.
Polisen på Åland använder samma typ av uniformer som i Finland fast med det åländska landskapsvapen på höger ärm. Utbildningen sker tillsammans med andra finländska poliser i Tammerfors på Polisyrkeshögskolan.